# محاولة انقلاب 1989 في إثيوبيا
في 16 مايو 1989، وقعت محاولة انقلاب عسكري في إثيوبيا. وذلك بينما كان رئيس جمهورية إثيوبيا الشعبية الديمقراطية منغستو هيلا مريام خارج البلاد في زيارة دولية لمدة أربعة أيام إلى جمهورية ألمانيا الديمقراطية.
وقد نفذ محاولة الانقلاب ضباط عسكريون كبار بقيادة قائد القوات الجوية السابق اللواء فانتا بيلاي وقائد الجيش الثاني ديميسي بولتو. قُتل وزير الدفاع هيلا جيورجيس حبت مريام على يد اللواء أبرا أبيبي بعد رفضه الانضمام إلى الثورة. عاد منغيستو في غضون 24 ساعة وتوفي تسعة جنرالات، بمن فيهم قائد القوات الجوية ورئيس أركان الجيش، أثناء إحباط الانقلاب. بعد القبض عليه، قُتل اللواء فانتا بيلاي أثناء محاولته الهرب. تم إعدام 12 من كبار الضباط العسكريين في عام 1990 لدورهم في محاولة الانقلاب.